# Capsaspora
Capsaspora owczarzaki · Capsasporidae
Famille
Genre
Espèce
Capsaspora est un genre d'Eucaryotes holozoaires, le seul de la famille des Capsasporidae, et qui n'est représenté que par une seule espèce, Capsaspora owczarzaki' qui a été découverte infectant un escargot Biomphalaria glabrata.

## Étymologie
Le nom Capsaspora, est construit à partir du préfixe capsa-, boite, et du grec σπορα / spora « graine, semence ».
Hertel et al. font dériver le nom du grec caps « manger rapidement » et spor « graine », en référence à la capacité de cet organisme à ingérer rapidement des sporocystes de trématodes digénétiques in vitro.

## Description
Les protiste Capsaspora est un petit organisme amiboïde unicellulaire de 3 à 7 µm, avec un noyau unique de 1/3 à 1/2 de la taille de la cellule avec un nucléole central, des crêtes mitochondriales aplaties, de longs pseudopodes droits, minces et non ramifiés, dépourvu de gaine muqueuse et doté d'un processus de pénétration également appelé « pédoncule nourricier », capable de pénétrer le tégument des larves de trématodes digénétiques.

## Systématique
Le nom valide de ce taxon est Capsaspora Hertel et al., 2002.
L'espèce Capsaspora owczarzaki est un eucaryote unicellulaire qui occupe une position phylogénétique clé dans notre compréhension de l'origine de la multicellularité animale, car il est l'un des plus proches parents unicellulaires des animaux. Il appartient, avec notamment Ministeria vibrans, à la Classe des Filasterea. Ce protiste amiboïde a joué un rôle crucial dans la compréhension de la nature de l'ancêtre unicellulaire des animaux, dont la complexité s'est avérée bien plus grande qu'on ne le pensait auparavant.

## Publication originale
- (en) Lynn A. Hertel, Christopher J. Bayne et Eric S. Loker, « The symbiont Capsaspora owczarzaki, nov. gen. nov. sp., isolated from three strains of the pulmonate snail Biomphalaria glabrata is related to members of the Mesomycetozoea », International Journal for Parasitology, Elsevier, vol. 32, no 9,‎ 1er août 2002, p. 1183-1191 (ISSN 0020-7519 et 1879-0135, OCLC 01771044, PMID 12117501, DOI 10.1016/S0020-7519(02)00066-8).